# Hillston
Hillston är en ort i Australien. Den ligger i kommunen Carrathool och delstaten New South Wales, i den sydöstra delen av landet, omkring 530 kilometer väster om delstatshuvudstaden Sydney. Antalet invånare är 1 582.
Trakten runt Hillston är nära nog obefolkad, med mindre än två invånare per kvadratkilometer..
Omgivningarna runt Hillston är i huvudsak ett öppet busklandskap. Genomsnittlig årsnederbörd är 483 millimeter. Den regnigaste månaden är februari, med i genomsnitt 96 mm nederbörd, och den torraste är oktober, med 9 mm nederbörd.